# Kill Devil Hills
Kill Devil Hills è una città degli Stati Uniti d'America situata nella Carolina del Nord, nella Contea di Dare, a sud di Kitty Hawk. Nei suoi pressi si trova il Wright Brothers National Memorial, dedicato ai due fratelli pionieri del volo Wilbur e Orville Wright.